# Jägerhorn
De Jägerhorn is een 3970 meter hoge top in het noordoostelijke deel van het bergmassief van de Monte Rosa op de grens van Italië en Zwitserland.
De berg is de laatste top op de bergkam die vanaf Nordend afdaalt naar de Fillar Joch (3590 m). Aan de westzijde strekt zich de immense Gornergletsjer richting Zermatt uit. De Piëmontese is daarentegen zeer steil. Nabij de top van de berg staat de berghut Città di Gallarate (3969 m). De Jägerhorn is het gemakkelijkst te bereiken vanuit Macugnaga in het Italiaanse Valle Anzasca. Vanuit deze plaats gaat de route via het Rifugio Eugenio Sella (3029 m) en de Passo del Nuovo Weisstor (3498 m) langs de bergkam naar de top. Vanuit Zwitserland voert een gletsjertocht vanuit de Monta Rosahut (2795 m) naar de top.
In 1867 werd de Jägerhorn als eerste Ossolaanse top van het Monte Rosamassief beklommen door de Britten Mathews en Marshead.